# 다테 무네나오
다테 무네나오(일본어: 伊達宗直, 1626년 ~ 1663년)는 미즈사와 다테 가문의 3대 당주이다.
루스 무네토시의 아들로 태어났으며, 사후 아들인 다테 무네카게가 뒤를 이었다.
| 전임 루스 무네토시 | 제3대 미즈사와 다테 가문 당주 1638년 ~ 1663년 | 후임 다테 무네카게 |